# 让-皮埃尔·索瓦日

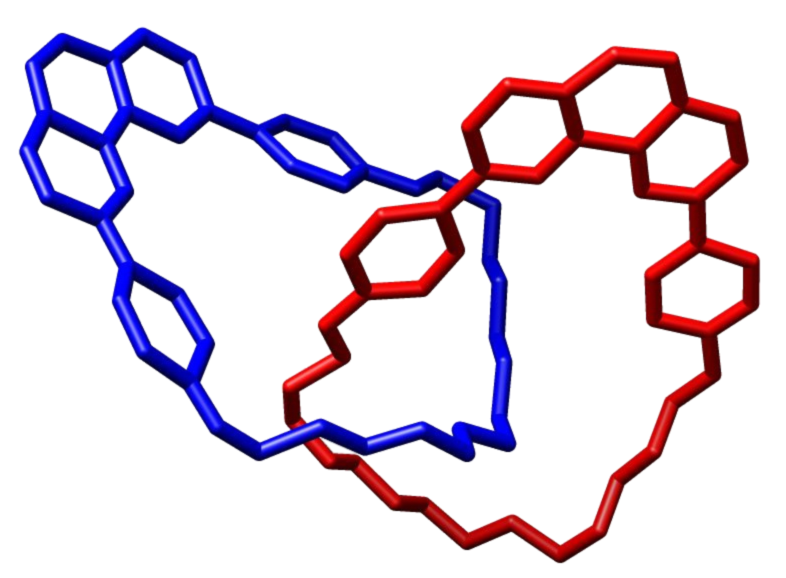
索瓦日及其合作者于1985年提出的索烃晶体结构

让-皮埃尔·索瓦日（法語：Jean-Pierre Sauvage，1944年10月21日—），法国化学家，斯特拉斯堡大学教授，主要从事超分子化学领域的研究，2016年诺贝尔化学奖得主。

## 生平
索瓦日出生于法国巴黎，获斯特拉斯堡第一大学博士学位，师从1987年诺贝尔化学奖得主让-马里·莱恩。期间，他参与了穴状配体的首次合成。此后，他曾跟随马尔康姆·格林从事博士后研究。之后回到斯特拉斯堡并长期在此任教。现为斯特拉斯堡大学荣休教授。
索瓦日是法国科学院院士。2016年，他与弗雷泽·斯托达特、伯纳德·费林加因在“分子机器设计与合成”领域的贡献而获得诺贝尔化学奖。

## 荣誉

### 外国勋章奖章
- 旭日重光章（日本，2020年11月3日公布[7]）